# Acide 3-désoxy-7-phospo-D-arabinoheptulosonique
L'acide 3-désoxy-7-phospo-D-arabinoheptulosonique (DAHP) est un métabolite de la voie du shikimate de production des acides aminés aromatiques. Il est formé par condensation de phosphoénolpyruvate et d'érythrose-4-phosphate sous l'action de la DAHP synthase :